# Järpen
Järpen – miejscowość (tätort) w Szwecji, w regionie administracyjnym (län) Jämtland. Siedziba władz (centralort) gminy Åre. 
Miejscowość położona jest w prowincji historycznej (landskap) Jämtland u ujścia rzeki Järpströmmen do jeziora Liten (w systemie rzeki Indalsälven), ok. 70 km na północny wschód od Östersund przy drodze E14 w kierunku Åre i Trondheim. Przez Järpen przebiega linia kolejowa Sundsvall – Östersund – Storlien (Mittbanan).
W 2010 r. Järpen liczyło 1408 mieszkańców.